# Honoré Méro
Honoré Joseph Méro est un poète français né le 16 novembre 1736 à Cannes, où il est mort le 15 novembre 1784.

## Biographie
Son père, François Méro, médecin breveté du Roi pour la garnison de l'Île Sainte-Marguerite, a été élu plusieurs fois maire par la communauté de Cannes.
Encore jeune, Honoré Méro a publié le poème épique Cosme de Médicis, Grand Duc de Toscane ou La Nature Outragée et Vengée par Le Crime (Gueffier – Paris – 1774), sous Approbation et Privilège du Roi (le 3 décembre 1773).
Le Journal des Beaux-Arts et Sciences (mars 1774), en rendant compte de Cosme de Médicis, a écrit : « M. Méro, aidé d´une imagination féconde, a trouvé le moyen d´en faire un Poème Épique d´un genre nouveau, sans rien emprunter du plan ni de l´Iliade, ni de l'Énéide, ni de la Jérusalem. C´est un Poème presque tout d´invention. Voici le plan de cet Ouvrage qui mérite des encouragements, et qui annonce du talent dans l´Auteur encore jeune »).
La Gazette universelle de littérature, imprimée aux Deux-Ponts, après avoir exposé le sujet du poème, a exprimé : « Voilà le fond de cette action qui semblait ne devoir faire qu´un sujet de Tragédie; mais le Poète lui a donné le caractère et la marche de l´Épopée, par les fictions et par les épisodes. C´est le premier essai de l'Auteur; Il annonce des talents qui mérite d´être encouragés. » Huit ans plus tard il a publié ses Odes Anacréontiques, contes en vers (Londres i.e. Paris, 1781).
Il fut précepteur du prince de condé, (duc de Bourbon, père du duc d'Enghien).
Sa mauvaise santé l'a empêché d'achever un autre poème épique : La Nouvelle Alceste.

## Nom de rue
Curieusement, la ville de Cannes a décidé, au cours du XXe siècle, de nommer une rue à son nom pour lui rendre hommage. Malheureusement, c'est à un inconnu que l'hommage a été rendu. L'erreur devrait être réparée en ce début de XXIe siècle. 

## Œuvres
- Cosme de Médicis, Grand Duc de Toscane (Paris, Gueffier, 1774)
- Odes anacréontiques, contes en vers (Londres, 1781)